# 치즈 토스트

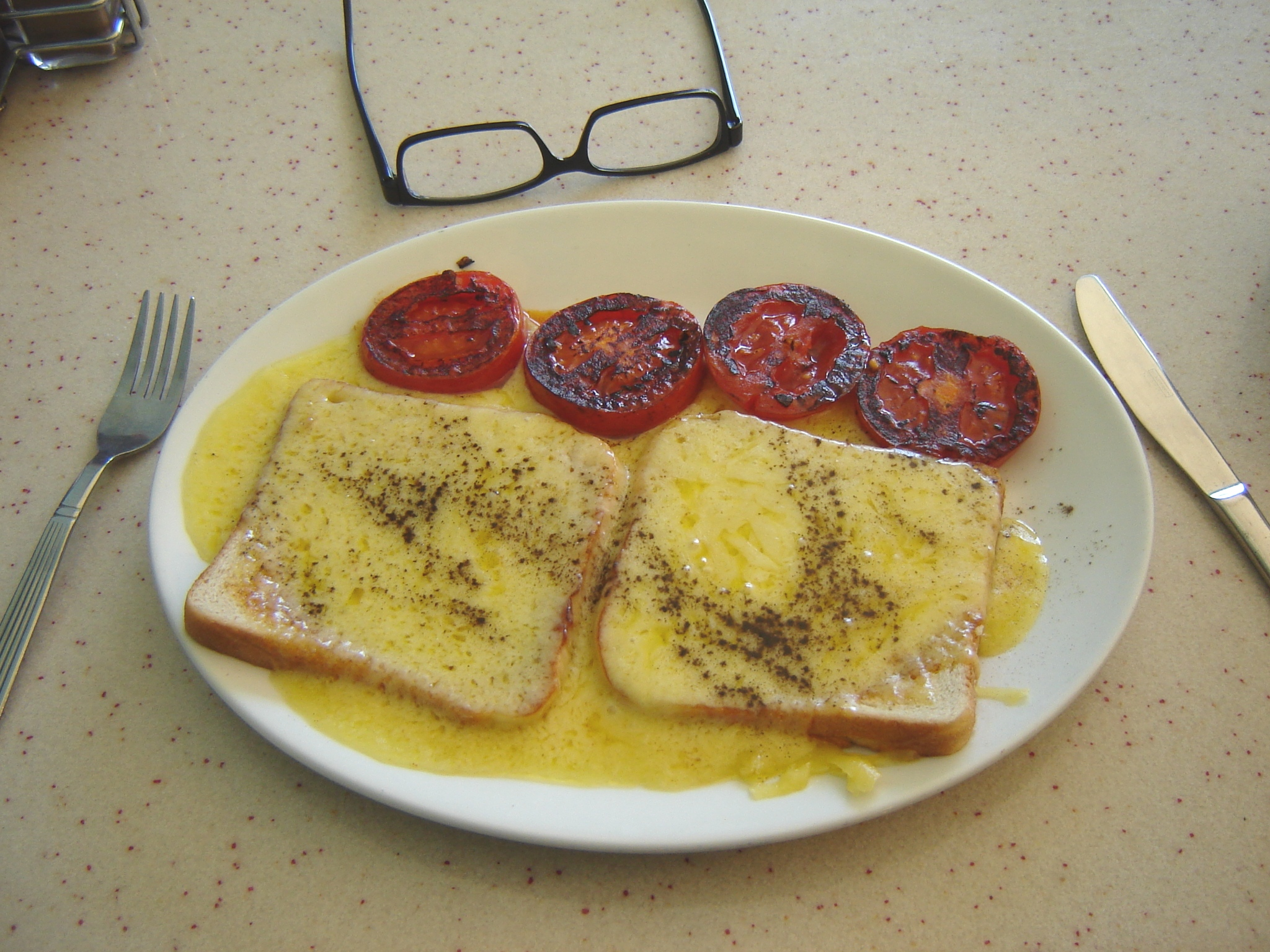
치즈 토스트

치즈 토스트(Cheese on toast)는 그릴을 사용해 녹인 치즈를 토스트에 발라먹는 요리이며, 단순한 조리법으로 인해 영국과 아일랜드에서 가벼운 식사용으로 애용된다. 미국에서는 조리법에 착안하여 그릴드 치즈(grilled cheese)라는 별칭으로 부르기도 하며, 스코틀랜드에서는 로스티드 치즈(roasted cheese)라고 불리기도 한다.

## 같이 보기
- 토스트